# Reologija
Reologija (od grčkog ῥέω rhéō, „protok” i -λoγία, -logia, „studija”) je izučavanje protoka materije, prvenstveno u tečnom stanju, ali takođe i „meke čvrste materije” ili čvrste supstance pod uslovima u kojima one reaguju plastičnim protokom, pre nego da se elastično deformišu kao odgovor na primenjenu silu. Reologija je nauka o deformaciji i protoku unutar materijala. To je grana fizike koja se bavi deformacijom i protokom materijala, čvrstih i tečnih materija.
Izraz reologija skovao je Judžin K. Bingam, profesor na Lafajet koledžu, 1920. godine, po predlogu kolege Markusa Rejnera. Termin je inspirisan aforizmom Simplikija (koji se često pripisuje Heraklitu), , „sve teče”, i prvo je korišten za opisivanje protoka tečnosti i deformacije čvrstih tela. On se primenjuje za supstance koje imaju složenu mikrostrukturu, poput blata, mulja, suspenzija, polimera i drugih formiranja stakla (npr. silikata), kao i za mnoge namirnice i aditive, telesne tečnosti (npr. krv) i druge biološke materijale, i ostale materijale koji pripadaju klasi mekih materija, kao što je hrana.
Njutnovske tečnosti mogu da se karakterišu jednim koeficijentom viskoznosti za datu temperaturu. Iako se ta viskoznost menja sa temperaturom, ona se ne menja sa stopom naprezanja. Samo mala grupa fluida ispoljava takvu konstantnu viskoznost. Velika klasa fluida čija se viskoznost menja sa brzinom deformacije (relativnom brzinom protoka) naziva se nenjutnovskim fluidima.
Reologija generalno objašnjava ponašanje nenjutnovskih tečnosti, karakterišući minimalni broj funkcija potrebnih za povezivanje napona sa brzinom promene naprezanja ili brzinom naprezanja. Na primer, kečap može da smanji svoju viskoznost mućkanjem (ili drugim oblicima mehaničkog mešanja, gde relativno kretanje različitih slojeva u materiji zapravo uzrokuje smanjenje viskoznosti), dok voda ne može. Kečap je materijal koji se razređivanje smicanjem, poput jogurta i emulzijskih boja (američka terminologija lateks boja ili akrilna boja). Ti materijali ispoljavaju tiktrotropiju, pri čemu povećanje relativne brzine protoka uzrokuje smanjenje viskoznosti, na primer, mešanjem. Neki drugi nenjutnovski materijali pokazuju suprotno ponašanje, reopektitiju: povećava se viskozitet s relativnom deformacijom, i nazivaju se materijalima za zgušnjavanje ili dilatantskim materijalima. Od kada je Ser Isak Njutn postulirao koncept viskoziteta, proučavanje tečnosti sa viskozitetom zavisnim od brzine deformacije takođe se često naziva i nenjutnovskom mehanikom fluida.
Eksperimentalna karakterizacija reološkog ponašanja materijala je poznata kao reometrija, mada se termin reologija često koristi sinonim za reometriju, posebno među eksperimentalistima. Teoretski aspekti reologije su odnos ponašanja protoka/deformacije materijala i njegove unutrašnje strukture (npr. orijentacija i elongacija polimernih molekula), i ponašanje protoka/deformacije materijala koji se ne mogu opisati putem klasične mehanike tečnosti ili elastičnosti.

## Delokrug
U praksi se reologija uglavnom bavi proširivanjem mehanike kontinuuma radi karakterizacije protoka materijala, koji ispoljavaju kombinaciju elastičnog, viskoznog i plastičnog ponašanja odgovarajućim kombinovanjem elastičnosti i (nenjutnovske) mehanike fluida. Takođe se bavi uspostavljanjem predviđanja mehaničkog ponašanja (na kontinualnoj mehaničkoj skali) na osnovu mikro- ili nanostrukture materijala, npr. molekularna veličina i arhitekture polimera u rastvoru ili raspodela veličine čestica u čvrstoj suspenziji. Materijali sa karakteristikama fluida će teći kada su izloženi naprezanju koje je definisano kao sila po površini. Postoje različite vrste naprezanja (npr. smicanje, torzija, itd.) i materijali mogu različito reagovati pod različitim naponima. Veliki deo teorijske reologije bavi se povezivanjem spoljnih sila i momenata sa unutrašnjim naprezanjem, gradijentima naprezanja i brzinama protoka.
| Mehanika kontinuuma Proučavanje fizike kontinuiranih materijala | Mehanika čvrstih tela Proučavanje fizike kontinuiranih materijala sa definisanim oblikom pri mirovanju. | Elastičnost Opisuje materijale koji se vraćaju u svoj početni oblik nakon uklanjanja primenjenog naprezanja. | Elastičnost Opisuje materijale koji se vraćaju u svoj početni oblik nakon uklanjanja primenjenog naprezanja. |
| Mehanika kontinuuma Proučavanje fizike kontinuiranih materijala | Mehanika čvrstih tela Proučavanje fizike kontinuiranih materijala sa definisanim oblikom pri mirovanju. | Plastičnost Opisuje materijale koji se trajno deformišu nakon dovoljnog opterećenja.                         | Reologija Studija materijala sa karakteristikama čvrstog i tečnog stanja.                                    |
| Mehanika kontinuuma Proučavanje fizike kontinuiranih materijala | Mehanika fluida Proučavanje fizike kontinuiranih materijala koji se deformišu kada su izloženi sili.    | Nenjutnovski fluidi ne poprimaju stope naprezanja proporcionalne primenjenom naprezanju smicanja.            | Reologija Studija materijala sa karakteristikama čvrstog i tečnog stanja.                                    |
| Mehanika kontinuuma Proučavanje fizike kontinuiranih materijala | Mehanika fluida Proučavanje fizike kontinuiranih materijala koji se deformišu kada su izloženi sili.    | Njutnovski fluidi poprimaju stope naprezanja proporcionalne primenjenom naprezanju smicanja.                 | |

Reologija objedinjuje naizgled nepovezana polja plastičnosti i dinamike nenjutnovske tečnosti uzimajući u obzir da materijali koji podležu ovim vrstama deformacija nisu u stanju da podrže stres (naročito napon smicanja, jer je lakše analizirati deformaciju smicanja) u statičkoj ravnoteži. U tom smislu, čvrsto telo koje podleže plastičnoj deformaciji je fluid, mada koeficijent viskoznosti nije definisan za ovaj protok. Granularna reologija se odnosi na kontinualni mehanički opis granularnih materijala.
Jedan od glavnih zadataka reologije je empirijsko uspostavljanje odnosa između deformacije (ili brzine istezanja) i naprezanja, odgovarajućim merenjima, mada je isto tako potreban i niz teoretskih razmatranja (kao što je obezbeđivanje okvirnih invarijanata) pre korišćenja empirijskih podataka. Ove eksperimentalne tehnike su poznate kao reometrija i odnose se na utvrđivanje dobro definisanih funkcija reološkog materijala. Takvi odnosi su tada podložni matematičkom tretmanu utvrđenim metodama mehanike kontinuuma.
Karakterizacija protoka ili deformacije koja potiče iz jednostavnog polja napona smicanja naziva se smicajna reometrija (ili smicajna reologija). Proučavanje ekstenzionih tokova naziva se ekstenziona reologija. Smicajni tokovi su mnogo lakši za proučavanje, i stoga je mnogo više eksperimentalnih podataka dostupno za smicajne protoke nego za ekstenzijske protoke.

## Viskoelastičnost
- Tečni i čvrsti karakter su relevantni na dužim vremenskim rasponima:
Razmatra se primena konstantnog napona (tzv. eksperiment puzanja):
  - ako se materijal nakon neke deformacije na kraju odupire daljnjoj deformaciji, smatra se čvrstom materijom
  - ako nasuprot tome, materijal teče u nedogled, smatra se tečnošću
- Nasuprot tome, elastično i viskozno (ili srednje, viskoelastično) ponašanje je relevantno na kratkim vremenskim rasponima (prolazno ponašanje):
Razmatra se primena konstantnog napona:[11]
  - ako se deformaciono naprezanje materijala linearno povećava s povećanjem primenjenog napona, tada je materijal linearno elastičan unutar datog raspona, te ispoljava povratljiva naprezanja. Elastičnost je u suštini vremenski nezavistnan proces, jer se naprezanje pojavljuje u trenutku kada se napon primeni, bez vremenskog kašnjenja.
  - ako se brzina deformacionog naprezanja materijala linearno povećava s povećanjem primenjenog napona, tada je materijal viskozan u njutnovskom smislu. Ovi materijali se karakterišu zbog vremenskog kašnjenja između primenjenog konstantnog napona i maksimalnog naprezanja.
  - ako se materijali ponašaju kao kombinacija viskoznih i elastičnih komponenti, tada je materijal viskoelastičan. Teoretski, takvi materijali mogu pokazati trenutnu deformaciju kao elastični materijal i odloženu vremenski zavisnu deformaciju kao u fluidima.
- Plastičnost je ponašanje koje se opaža nakon što je materijal izložen naponu popuštanja:
Materijal koji se ponaša kao čvrsta supstanca pod malim opterećenjima može početi da teče iznad određenog nivoa napona, zvanog napona popuštanja materijala. Izraz plastična čvrsta materija često se koristi kada je ovaj prag plastičnosti prilično visok, dok se napon popuštanja fluida koristi kada je prag napona prilično nizak. Međutim, ne postoji suštinska razlika između ova dva koncepta.

## Bezdimenzioni brojevi

### Deborin broj
Na jednom kraju spektra postoji neviskozni ili jednostavan njutnovski fluid, a na drugom kraju su krute čvrste supstance; stoga se ponašanje svih materijala nalazi negde između ta dva kraja. Razlika u ponašanju materijala je karakterisana nivom i prirodom elastičnosti prisutne u materijalu kada se deformiše, što materijalno ponašanje dovodi u nenjutnovski režim. Bezdimenzionalni broj Debora dizajniran je tako da se uzima u obzir stepen nenjutnovskog ponašanja u protoku. Deborov broj je definisan kao odnos karakterističnog vremena relaksacije (koje čisto zavisi od materijala i drugih uslova kao što je temperatura) i karakterističnog vremena eksperimenta ili posmatranja. Mali Deborovi brojevi predstavljaju njutnovski protok, dok se nenjutnovsko (sa prisutnim viskoznim i elastičnim efektima) ponašanje javlja kod srednjih raspona Deborinog broja, a visoki Deborini brojevi ukazuju na elastičnu/krutu čvrstu supstancu. Pošto je Deborin broj relativna količina, imenilac ili delilac mogu da izmene broj. Vrlo mali Deborin broj može se dobiti za fluid sa izuzetno malim vremenom relaksacije ili, na primer, velikim eksperimentalnim vremenom.

### Rejnoldsov broj
U mehanici fluida, Rejnoldsov broj je mera odnosa inercionih sila (vsρ) i viskoznih sila (μ/L), i konsekventno, njime se kvantifikuje relativni značaj ta dva tipa efekata za date uslove protoka. Pri niskim Rejnoldsovim brojevima dominiraju viskozni efekti i protok je laminaran, dok kod visokih Rejnoldsovih brojeva prevladava inercija i protok može biti turbulentan. Međutim, kako se reologija bavi tečnostima koje nemaju fiksnu viskoznost, već ona može da varira sa protokom i vremenom, izračunavanje Rejnoldsovog broja može biti komplikovano.
To je jedan od najvažnijih bezdimenzionalnih brojeva u dinamici fluida i koristi se, obično zajedno sa drugim bezdimenzionalnim brojevima, kao kriterijum za određivanje dinamičke podobnosti. Kada dva geometrijski slična obrasca protoka, u možda različitim tečnostima sa eventualno različitim protocima, imaju iste vrednosti odgovarajućih bezdimenzionalnih brojeva, kaže se da su dinamički slični.
Tipično se definiše na sledeći način:
{\displaystyle \mathrm {Re} ={\frac {\rho {\frac {u_{s}^{2}}{L}}}{\mu {\frac {u_{s}}{L^{2}}}}}={\frac {\rho u_{s}L}{\mu }}={\frac {u_{s}L}{\nu }}}
gde je:
- us – srednja brzina protoka, [−1]
- L – karakteristična dužina, []
- μ – (absolutna) dinamička viskoznost fluida, [−2] ili []
- ν – viskoznost kinematičkog fluida: ν = μ/ρ, []
- ρ – gustina fluida, [−3].

## Literatura
- Tanner, Roger I. (1988). Engineering Rheologu. Oxford University Press. ISBN 978-0-19-856197-2.
- Lakes, Rod (1998). Viscoelastic solids. CRC Press. ISBN 978-0-8493-9658-8.
- Biswas, Abhijit; Manivannan, M.; Srinivasan, Mandyam A. (2015). „Multiscale Layered Biomechanical Model of the Pacinian Corpuscle”. IEEE Transactions on Haptics. 8 (1): 31—42. PMID 25398182. doi:10.1109/TOH.2014.2369416.
- Silbey and Alberty (2001), Physical Chemistry, John Wiley & Sons, Inc.
- Alan S. Wineman and K. R. Rajagopal (2000), Mechanical Response of Polymers: An Introduction
- Allen and Thomas (1999), The Structure of Materials
- Crandal;  . (1999), An Introduction to the Mechanics of Solids
- J. Lemaitre and J. L. Chaboche Mechanics of solid materials. 1994.
- Yu. Dimitrienko Nonlinear continuum mechanics and Large Inelastic Deformations. Springer. 2011.
- Barnes, H.A.; Hutton, J.F.; Walters, K. (1989). An introduction to rheology (5. impr. изд.). Amsterdam: Elsevier. стр. 5–6. ISBN 978-0-444-87140-4.
- Poole, R J (2012). „The Deborah and Weissenberg numbers” (PDF). Rheology Bulletin. 53 (2): 32—39.
- Millgram, Hillel I. (2018). Judges and Saviors, Deborah and Samson: Reflections of a World in Chaos. Hamilton Books. стр. 123—. ISBN 978-0-7618-6990-0.

## Spoljašnje veze
- Franck, A. „Viscoelasticity and dynamic mechanical testing” (PDF). TA Instruments. TA Instruments Germany. Приступљено 26. 3. 2019.

Društva
Žurnali